# Boeing AH-6
Der Boeing AH-6 ist eine Serie von leichten Aufklärungs- und Kampfhubschraubern. Sie wurde von Boeing Rotorcraft Systems auf Basis des MH-6 Little Bird und der MD-500-Serie entwickelt.

## Varianten

### ULB
Das erste Modell der AH-6-Serie war der ULB-Prototyp (Unmanned Little Bird), wobei es sich um einen UAV-Technologiedemonstrator handelte. Dafür wurde im Rahmen des AMUST-D-Programms (Airborne Manned/Unmanned System Technology Demonstration) eine zivile MD-530F-Maschine von Boeing umgebaut. Ziel des von Boeing privat finanzierten Programms war es, die Koordination von bemannten und unbemannten Systemen zu verbessern. Der ULB absolvierte seinen Erstflug am 8. September 2004. Das eigentliche Testprogramm begann im April 2006, als der ULB von einem AH-64 ferngesteuert wurde. In insgesamt 450 Flugstunden steuerte der Waffensystemoffizier des Apaches den ULB über ein L3-Datalink. Große Teile der Testmissionen absolvierte der ULB autonom, die Eingriffe des WSO beschränkten sich primär auf die Zielerfassung und den Einsatz von Hellfire-Raketen.

### A/MH-6X MELB
Als die US-Army nach dem Irakkrieg 2003 die Entwicklung des RAH-66 aufgab, bot Boeing das Modell MH-6M MELB (Mission Enhanced Little Bird) als Ersatz für den OH-58D an. Die US-Army lehnt das Modell ab und entschied sich 2005 für die ARH-70 von Bell. Da Boeing glaubte, dass man das Modell dennoch vermarkten kann, entwickelte man das MELB-Konzept auf Basis des ULB weiter und präsentierte 2007 den A/HM-6X. Es handelt sich dabei im weitesten Sinne um ein Hybrid-Modell, welches sowohl bemannt als auch unbemannt eingesetzt werden kann. Gegenüber dem ULB-Prototyp wurde die Nutzlast erhöht und ein Glascockpit für bemannte Flüge vorgesehen. Des Weiteren wurden einige Upgrades im Bereich der Elektronik und Avionik durchgeführt.

### AH-6S
Nachdem die Entwicklung des ARH-70 abgebrochen wurde, stellte 2009 Boeing das Modell AH-6S als Alternative für den Nachfolger des OH-58D vor. Im Vergleich zum A/MH-6X wurde der Rumpf um 38 cm verlängert, um Platz zur Bergung von Piloten im Kampfgebiet zu bieten. Damit wird es dem AH-6S ermöglicht im geringen Maße SAR-Missionen durchzuführen. Des Weiteren ist die Rumpfnase aus aerodynamischen Gründen überarbeitet worden und schafft Platz für zusätzliche Avionikausrüstung. Verschiedene Bauteile des Cockpits und des Hauptrotors wurden vom AH-64D Block III übernommen, um die Produktions- und Entwicklungskosten zu senken. Um die Überlebensfähigkeit der Maschine zu verbessern wurde der Heckrotor verstärkt und als Antrieb die leistungsfähigere Rolls-Royce 250-CE30-Wellenturbine eingesetzt. Es ist bisher nicht bekannt, ob die US-Army dieses Modell anschaffen wird.

### AH-6I
Bei der AH-6I handelt es sich um eine geplante Exportversion des AH-6S. Die Flugerprobung begann am 16. September 2009 in Mesa. Der Hubschrauber hat einen Sechsblatt-Hauptrotor und wird von einer Wellenturbine Rolls-Royce 250-C30R/3M mit 595 kW Leistung angetrieben. Das Cockpit ist mit einem Elektronischen Fluginstrumentensystem ausgestattet, und es steht ein Sensorbehälter L-3 Wescam MX-15 zur Verfügung, der Fernsehkameras im sichtbaren und infraroten Licht, sowie einen Laserentfernungsmesser beinhaltet. Jordanien äußerte im Mai 2010 Interesse an diesem Modell.

## Verbreitung
- Jordanien – 18 AH-6S[2]
- Saudi-Arabien – 24 AH-6S/I[3] (einer verunfallt)[4]
- Thailand – 8 AH-6S[3]

## Technische Daten
| Kenngröße             | Daten des A/MH-6X                                       |
| --------------------- | ------------------------------------------------------- |
| Besatzung             | 1 bis 2 (plus bis zu 5 weitere Personen)                |
| Länge                 | 9,94 m                                                  |
| Rotordurchmesser      | 8,33 m                                                  |
| Rotorfläche           | 54,6 m²                                                 |
| Höhe                  | 2,48 m                                                  |
| Leermasse             | 722 kg                                                  |
| max. Startmasse       | 1.610 kg                                                |
| Höchstgeschwindigkeit | 282 km/h                                                |
| Marschgeschwindigkeit | ca. 250 km/h                                            |
| Dienstgipfelhöhe      | 5.700 m                                                 |
| max. Steigrate        | 10,5 m/s                                                |
| Reichweite            | 430 km                                                  |
| Triebwerk             | eine Wellenturbine Allison 250 C30 mit 650 shp (485 kW) |

### Bewaffnung
Zuladung bis zu 424 kg an zwei Außenlastgestellen
- 1 × dreiläufiges 12,7-mm-Gatlingmaschinengewehr General Dynamics GECAL 50 (GAU-19/A) mit 1000 Schuss Munition
- 2 × GAU-2A/B-Waffensystem (auch GAU-17A bei U.S. Navy bestehend aus 1 × 7,62-mm-Gatling-Maschinengewehr General Electric M134 mit 4000 Schuss Munition)

Luft-Luft-Lenkflugkörper
- 2 × ATAS (Air To Air Stinger)-Doppel-Lenkwaffenwerfer für je 2 × Raytheon AIM-92 „Stinger“ RMP Block I – infrarotgesteuert für Kurzstrecken

Ungelenkte Luft-Boden-Raketen
- 2 × LAU-68D/A-Raketen-Rohrstartbehälter für je 7 × ungelenkte FFAR-Luft-Boden-Hydra-Raketen; Kaliber 70 mm
- 2 × LAU-131/A-Raketen-Rohrstartbehälter für je 7 × ungelenkte FFAR-Luft-Boden-Hydra-Raketen; Kaliber 70 mm
- 2 × TBA Telson 8-Raketen-Rohrstartbehälter für je 8 × ungelenkte SNEB-Luft-Boden-Hydra-Raketen; Kaliber 68 mm

Luft-Boden-Lenkflugkörper (Panzerabwehr-Lenkflugkörper)
- 2 × M299-Lenkwaffen-Aufhängungen für je 2 × Boeing Corp/Martin Marietta AGM-114F/N „Hellfire“ – lasergesteuert
- 2 × M299-Lenkwaffen-Aufhängungen für je 2 × Lockheed Martin AGM-179 „JAGM“ – laser- bzw. radargesteuerten Panzerabwehrlenkwaffen
- 2 × TBA Telson 8-Raketen-Rohrstartbehälter für je 8 × ACULEUS 68 LG – lasergesteuert

Externe Behälter
- 1 × PMGS-MK-Behälter mit je einer 30-mm-Maschinenkanone M230LF mit 660 Schuss Munition